# São José do Seridó
São José do Seridó är en kommun i Brasilien.   Den ligger i delstaten Rio Grande do Norte, i den östra delen av landet, 1 600 km nordost om huvudstaden Brasília. Antalet invånare är 4 231.
Omgivningarna runt São José do Seridó är huvudsakligen savann. Runt São José do Seridó är det ganska glesbefolkat, med 32 invånare per kvadratkilometer.